# کیم دونگ-جین
کیم دونگ-جین (انگلیسی: Kim Dong-jin؛ زادهٔ ۲۹ ژانویهٔ ۱۹۸۲) یک بازیکن فوتبال اهل کره جنوبی است.
وی همچنین در تیم‌های ملی فوتبال کره جنوبی کره جنوبی کره جنوبی بازی کرده‌است.